# Brandheuvel

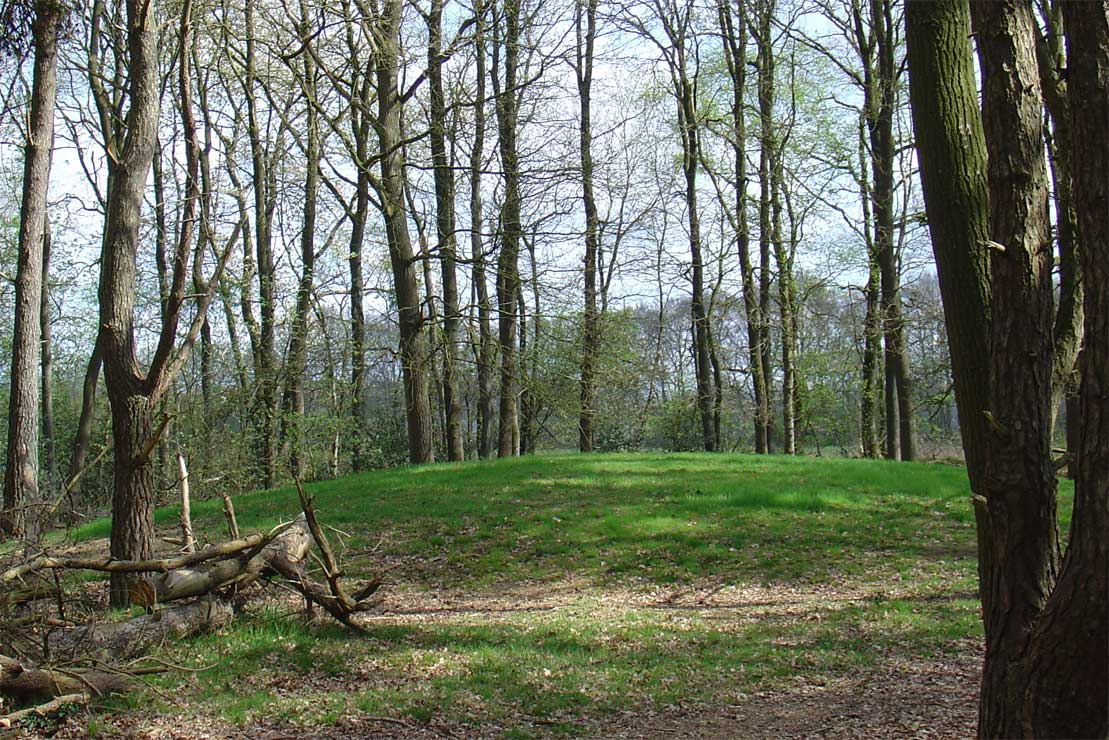
Brandheuvel in het Uffelterzand

Een brandheuvel is een soort grafheuvel waarbij de heuvel over de resten van een brandstapel en crematieresten opgeworpen is. Een brandheuvel wordt ook wel brandgraf genoemd.
Brandheuvels stammen uit de ijzertijd. Ze zijn soms voorzien van een greppel. Brandheuvels liggen vaak in grote groepen bij elkaar. Anders dan bij 'normale' grafheuvels, zijn bijgaven schaars. Er worden af en toe gesmolten voorwerpen gevonden die op de brandstapel aanwezig waren.
Brandheuvels zijn onder andere gevonden:
- bij Emmen (vlak bij hunebed D41)
- bij de Galgenberg tussen Sleen en Zweeloo
- op het Noormansveld bij Dwingeloo
- bij begraafplaats Zevenberg bij Pesse
- op het Hunnenkerkhof tussen Oosterhesselen en Wachtum[1]
- op het Holtingerveld bij Uffelte
- op de Boshoverheide[2]
- heuvel 7 van de Zevenbergen bij Oss
- langs de Diedenweg[3] in Wageningen
- bij Stegeren, Hoogengraven (de veldnaam van het terrein is Calsum[4][5]).

In brandskeletgraven worden crematieresten in een boomkist gelegd.